# 錫比利格拉特山
47°38′39″N 11°48′47″E / 47.64430°N 11.81315°E

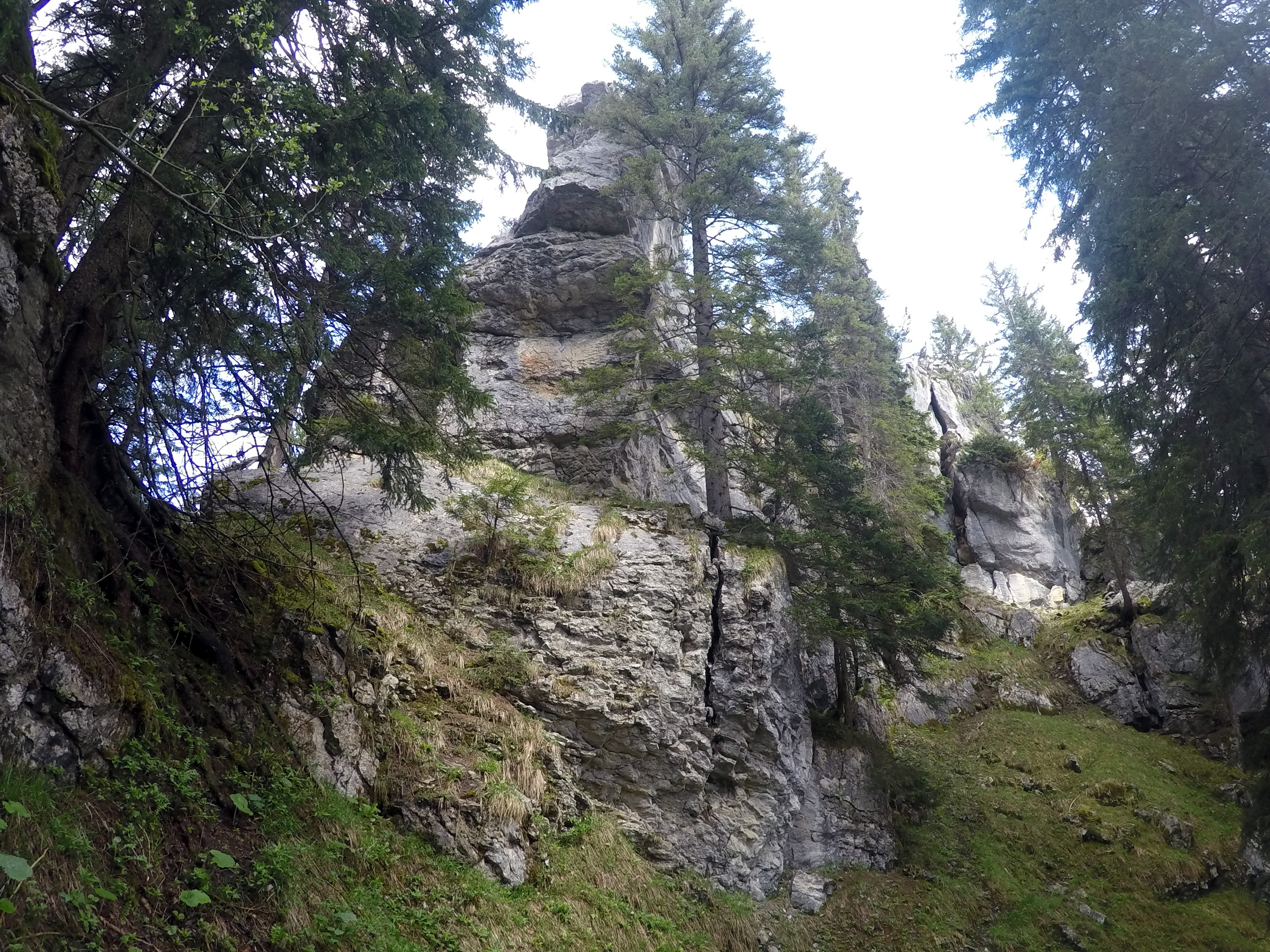

錫比利格拉特山（德語：Siebligrat），是德國的山峰，位於該國東南部，由巴伐利亞負責管轄，屬於巴伐利亞前阿爾卑斯山脈的一部分，處於里瑟科格爾山以北，海拔高度1,521米。